# Corte Suprema de Columbia Británica
La Corte Suprema de Columbia Británica ( en inglés: Supreme Court of British Columbia ) es el tribunal superior de primera instancia de la provincia canadiense de Columbia Británica. El alto tribunal conoce de causas civiles y penales, así como de apelaciones del Tribunal Provincial de Columbia Británica . Hay 90 cargos judiciales en la Corte, además de jueces supernumerarios, lo que hace un total de 108 jueces. También hay 13 magistrados de la Corte Suprema, que escuchan y resuelven una amplia variedad de solicitudes en sus respectivas salas.

## Historia
El tribunal se estableció en 1859 con el nombre de "Corte Suprema del Continente de Columbia Británica" ( Supreme Court of the Mainland of British Columbia ) para distinguirlo del "Corte Suprema de la Isla de Vancouver" ( Supreme Court of Vancouver Island ). Los dos tribunales se fusionaron en 1870 bajo el nombre actual.

## Jurisdicción
La Corte Suprema de Columbia Británica es un tribunal de registro (court of record) y tiene jurisdicción primera en todos los casos, civiles y penales, que surjan en la provincia de Columbia Británica. El tribunal tiene jurisdicción inherente bajo la Constitución de Canadá, además de cualquier jurisdicción que le otorgue la ley federal o provincial. Según el Código Penal canadiense, el tribunal se define como un "tribunal superior de jurisdicción penal", lo que significa que tiene jurisdicción exclusiva para los delitos graves en Columbia Británica. El tribunal también conoce de algunos recursos procedentes de la Audiencia Provincial ( Provincial Court ) y de algunos tribunales administrativos. Las apelaciones de sus propias sentencias las conoce el Tribunal de Apelaciones de Columbia Británica ( British Columbia Court of Appeal ).
La Corte Suprema también es responsable de las ceremonias de convocatoria para el ingreso de abogados y notarios públicos.

## Jueces y magistrados
Todos los jueces de la Corte Suprema (incluidos los cargos de Presidente y Presidente adjunto) son designados por el gabinete federal, con el visto bueno del Ministro de Justicia . Todos los jueces tienen plena jurisdicción sobre cualquier asunto ante la Corte.
Es parte del protocolo judicial referirse a los jueces de la Corte como "magistrados" ("justices"). Antes de 2021, a los jueces de la Corte se les llamaba "señoría". 
Los magistrados son designados por el gabinete provincial, por recomendación del Fiscal General, en consulta con el presidente del Tribunal Supremo. Como designados provinciales, los magistrados no tienen jurisdicción inherente. Su jurisdicción se limita a aquellos asuntos que les otorgan los estatutos y los reglamentos judiciales. Los magistrados presiden las salas, donde generalmente escuchan solicitudes interlocutorias y otros asuntos previos al juicio . Los magistrados no pueden conocer de juicios civiles ni presidir en asuntos penales. En el tribunal, antes se trataba a los magistrados como "Master", pero en una instrucción práctica emitida el 6 de septiembre de 1991, el entonces Presidente del Tribunal Supremo Esson recomendó que la forma más apropiada de tratamiento sería "su Señoría". Los magistrados también se sientan y escuchan asuntos como registradores, y escuchan asuntos tales como evaluaciones de honorarios de abogados y cuentas.

## Distritos judiciales
La Corte Suprema tiene su sede en ocho distritos judiciales llamados " condados " ( "counties" ) . Ése es el único uso de "condado" en Columbia Británica, que es una referencia únicamente a dichos distritos judiciales y no tiene similitud con el significado en otras provincias de Canadá, Estados Unidos o el Reino Unido. Antes de 1990, existía en Columbia Británica un Tribunal del Condado ( County Court ), un tribunal intermedio entre el Tribunal Provincial y el Tribunal Supremo. En 1990, el Tribunal del Condado se fusionó con la Corte Suprema y sus jueces pasaron a ser magistrados de la misma. Los distritos judiciales de la Corte Suprema tienen los mismos límites que los condados del antiguo Tribunal del Condado.  Los distritos judiciales son: Cariboo; Kootenay; Nanaimo; Prince Rupert; Vancouver Westminster; Victoria y Yale.  Dentro de cada condado o distrito judicial, los jueces residen en las siguientes localidades:
- Abbotsford
- Chilliwack
- Cranbrook
- Kamloops
- Kelowna
- Nanaimo
- Nelson
- Nuevo Westminster
- Príncipe Jorge
- Príncipe Rupert
- Victoria
- Vancouver

La Corte Suprema también celebra sesiones en los siguientes lugares de tribunal en los que no hay un juez residente: 
- Río Campbell
- Cortesía
- Arroyo Dawson
- Duncan
- Fuerte Nelson
- Fuerte San Juan
- Dorado
- Penticton
- Puerto Alberni
- Río Powell
- Quesnel
- Revelstoke
- Tierra de Ross
- Brazo de salmón
- Herreros
- Terraza
- Vernon
- Lago Williams

## Presidentes de la Corte Suprema
Antes de 1909, cuando se estableció el Tribunal de Apelaciones de Columbia Británica, el presidente de la Corte Suprema era considerado el presidente del Tribunal Supremo de Columbia Británica.
| Nombre | Duración      |
| --- | ------------- |
| Ron Skolrood | 2024-presente |
| Christopher E. Hinkson | 2013–2024     |
| Robert James Bauman | 2009–2013     |
| Donald Ian Brenner | 2000–2009     |
| Bryan Williams | 1996–2000     |
| William A. Esson | 1989–1996     |
| Beverley McLachlin (posteriormente Presidenta de la Corte Suprema de Canadá, 2000-2017)                                                               | 1988–1989     |
| Allan McEachern (posteriormente Presidente del Tribunal de Apelaciones de Columbia Británica, 1988)                                                   | 1979–1988     |
| Nathaniel Nemetz (posteriormente Presidente del Tribunal de Apelaciones de Columbia Británica, 1979)                                                  | 1973–1979     |
| John Owen Wilson | 1963–1973     |
| Sherwood Lett (posteriormente Presidente del Tribunal de Apelaciones de Columbia Británica en 1963)                                                   | 1955–1963     |
| Wendell Burpee Farris (fallecido en 1955) | 1942–1955     |
| Aulay MacAulay Morrison | 1929–1942     |
| Cazador Gordon | 1902–1929     |
| Angus John McColl | 1898–1902     |
| Teodoro Davie | 1895–1898     |
| Matthew Baillie Begbie (presidente del Tribunal Supremo de la Colonia de Columbia Británica en el momento en que Columbia Británica se unió a Canadá) | 1869–1894     |

## Presidentes adjuntos de la Corte Suprema
| Nombre            | Duración      |
| ----------------- | ------------- |
| Heather J. Holmes | 2018-presente |
| Austin F. Cullen  | 2011–2017     |
| Anne W. MacKenzie | 2010–2011     |
| Patrick D. Dohm   | 1995–2010     |